# 綱島十八騎
綱島十八騎（つなしまじゅうはっき）は、神奈川県横浜市港北区綱島付近を知行したと伝えられる18名の武士のこと。安土桃山時代～江戸時代初期の徳川家家臣・近藤正次を頭目としたとされる。

## 概要
横浜市北部、鶴見川下流の平野部に位置する綱島（武蔵国橘樹郡）は、古くは綱島三郎信照なる人物の采邑（領地）であったと伝えられる。戦国時代後半には小田原北条氏の支配地域となったが、1590年(天正18年)に北条氏が滅び、徳川家康が江戸に入るとその御料所（直轄領）となった。

### 伝承での十八騎
綱島十八騎の名は、『新編武蔵風土記稿』や、綱島の古刹・綱島山長福寺の由緒、綱島村総鎮守・諏訪神社の由緒等に登場するが、それぞれ少しずつ伝える内容が異なっている。
- 『新編武蔵風土記稿』：『巻之六十六、橘樹郡之九、南綱島村』の項に記載。北条氏滅亡の頃、近藤正次が当地に所領300石を与えられ、綱島十八騎の頭となったという。近藤以外の17人の名は不明。「此等ノ人々ハ、北条家滅亡ノノチ、東照宮二属シ奉リ甲州侍武川衆ナドトイへルモノノ如ク、綱島ニテ采邑ヲ賜リシユヘ、カク唱ルナルベシ」としている。また、近藤正次が長福寺を開基したと伝える。[1]
- 長福寺開基の由緒：綱島十八騎を戦国時代の西国の落武者であると伝える。その中の一人、児島賀典（改姓し佐々木姓となる）が1592年（文禄元年）に出家し、同寺を開山したという（山門前の石碑より）。児島は佐々木義秀の家臣で近江源氏に由緒を持ち、小島帯刀先生綱賀と名乗っていた。[2]
- 諏訪神社創建の由緒：綱島十八騎を近藤正次を首領とする甲州武田家の家臣団と伝える。天正（1573年～1593年）の頃、綱島を領有したという。武田信玄と同じく信濃の諏訪大社を篤く信仰し、信濃から綱島へ下る際、諏訪大社境内の桜の一枝を折り、馬の鞭にして馳せ参じた。綱島の小高い丘で諏訪大社を遥拝し、武運長久を祈り「もし験しあるならば根付かせよ」とこの桜の鞭を挿木したところ、根が生え大樹となったという。この験しにより綱島十八騎は小田原征伐、関ヶ原の戦いで武功を上げ、1605年（慶長10年）ころ、諏訪明神を勧請し諏訪神社を創建したと言う（諏訪神社境内の由緒書より）。

### 史実での十八騎
江戸後期の1799年（寛政11年）～1812年（文化９年）に堀田正敦が編纂した『寛政重修諸家譜』掲載の近藤正次の項（第百九十七冊）によると、彼は1590年（天正18年）の北条家滅亡後、家康の関東移封に従って武蔵国橘樹郡に赴き、綱島に300石を与えられ「十八騎の頭となる」と記載されている。その後九戸政実の乱や関ヶ原の戦い、大坂の陣にも従軍し武功をあげていることから、これらの事跡が上述のような現在の綱島地域に伝わる「綱島十八騎」伝承のベースとなった可能性がある。
『港北百話』によると綱島周辺の小島家、吉原家、座間家などが綱島十八騎の子孫として伝えられている。